# Christian Dailly
Christian Edward Dailly (Dundee, Escòcia, 23 d'octubre de 1973), és un exfutbolista escocès. Jugava de defensa i el seu últim equip va ser el Charlton Athletic de la Football League One d'Anglaterra.

## Internacional
Va ser internacional amb la Selecció de futbol d'Escòcia, amb la qual va jugar 65 partits internacionals i hi va fer 6 gols.

### Participacions en Copes del Món
| Mundial                        | Seu    | Resultat     |
| ------------------------------ | ------ | ------------ |
| Copa del Món de Futbol de 1998 | França | Primera fase |

## Clubs
| Club              | País       | Any       |
| ----------------- | ---------- | --------- |
| Dundee United     | Escòcia    | 1990-1996 |
| Derby County      | Anglaterra | 1996-1998 |
| Blackburn Rovers  | Anglaterra | 1998-2001 |
| West Ham United   | Anglaterra | 2001-2007 |
| Southampton FC    | Anglaterra | 2007      |
| Glasgow Rangers   | Escòcia    | 2008-2009 |
| Charlton Athletic | Anglaterra | 2009-2012 |

## Palmarès

### Campionats estatals
| Títol                      | Club            | País    | Any  |
| -------------------------- | --------------- | ------- | ---- |
| Copa d'Escòcia             | Dundee United   | Escòcia | 2004 |
| Copa de la Lliga d'Escòcia | Glasgow Rangers | Escòcia | 2008 |
| Copa d'Escòcia             | Glasgow Rangers | Escòcia | 2008 |
| Copa d'Escòcia             | Glasgow Rangers | Escòcia | 2009 |
| Premier League d'Escòcia   | Glasgow Rangers | Escòcia | 2009 |